# Pelourinho de Ansiães
O Pelourinho de Ansiães localiza-se na freguesia de Lavandeira, Beira Grande e Selores, no município de Carrazeda de Ansiães, distrito de Bragança, em Portugal.
O que resta deste pelourinho encontra-se classificado como Monumento Nacional desde 1928.